# Khalida Toumi
Khalida Toumi, po mężu Khalida Messaoudi (ur. 13 marca 1958 w Ain Bessem, Prowincja Al-Buwajra), algierska polityk, feministka oraz minister komunikacji i kultury. 

## Życiorys
- 1977-1983 - studia matematyczne na Uniwersytecie w Algieru
- 1984-1991 - nauczycielka matematyki
- 1985 - założycielka i przewodnicząca Stowarzyszenia Niezależnych Kobiet, założycielka i wiceprzewodnicząca Algierskiej Ligi Praw Człowieka
- 1992-1993 - członkini Narodowej Rady Konsultacyjnej (CNN, Conseil consultatif national)
- 1996-2001 - członkini partii Zgromadzenie na rzecz Kultury i Demokracji (RCD, Rassemblement pour la culture et la démocratie)
- 1997-2002 - deputowana do Zgromadzenia Narodowego z ramienia RCD
- 2000-2001 - wiceprzewodnicząca Narodowej Komisji ds. Reformy Systemu Edukacyjnego
- 9 maja 2003 - minister komunikacji i kultury